# 渡辺恵伶奈
渡辺 恵伶奈（わたなべ えれな、1997年9月17日 - ）は、日本の女優、モデル、アイドルであり、アイドルグループ：w2w、Go!Go!ぱわふる学園のメンバーである。adesso所属。

## 出演

### 映画
- 乙女のレシピ（2012年） - 細田江利子 役
- 夜が終わる場所
- 短編映画『愛のしるし』『It's a small world』『少女と女』
- ホットロード（2014年） - ユッコ 役
- ボクソール★ライドショー〜恐怖の廃校脱出〜 - エレナ 役
- コンビニ夢物語

### テレビ
- ピラメキーノ（テレビ東京）
- トランジットガールズ（フジテレビ） - 倉田葵 役
- ただいま会議中（2015年、NHK）
- 恋仲（2015年、フジテレビ）

### CM
- 静岡学園
- ミスタードーナツ リボンを探せ編
- ロッテ トッポ 将来の夢編
- 日清食品 日清焼そばU.F.O. ガゼル女子編

### PV
- ケツメイシ「こだま」（PV）
- 第一三共

### SHOW
- softbank
- 瀧本

### 広告
- 静岡学園
- 河合塾
- LUNCENT

### マスコミ媒体
- CM NOW特別企画「CM少女U-19　SELECTION-2011-」
- スター名鑑「BEAUTIES 2012 U-17編」
- ブレーン